# 2-й Лаврский мост
2-й Лаврский мост — автодорожный деревянный арочный мост через реку Монастырку в Центральном районе Санкт-Петербурга, соединяет Безымянный и Монастырский острова. Первый в городе мост из клееной древесины и единственный из петербургских деревянных мостов, полностью выполненный из древесины:57. Объект культурного наследия России регионального значения.

## Расположение
Расположен в створе Лаврского проезда. 
Выше по течению находится 1-й Лаврский мост, ниже — безымянный мост.
Ближайшие станции метрополитена — «Площадь Александра Невского-1», «Площадь  Александра Невского-2».

## Название
Переправа сменила несколько имен – 2-й Александровский, Экономический, Конюшенный. Свое современное название мост получил на рубеже XIX–XX веков, вслед за переименованием Монастырского моста в 1-й Лаврский:29. Название дано по находящейся рядом Александро-Невской Лавре.

## История
Сооружение моста относится к середине XVIII века. Мост был деревянный, балочно-подкосной системы и неоднократно ремонтировался в дереве. В 1817 году он был перестроен в однопролётный деревянный арочный мост с ездой поверху:28. Пролётное строение состояло из пяти дощато-гвоздевых арок с надарочным строением из брусьев. Покрытие на проезжей части было дощатое, а ограждение — брусчатое. Устои массивные, каменные из кирпичной кладки, на свайном основании. Мост неоднократно ремонтировался, сохраняя прежнюю конструкцию. В период с 1950 по 1972 год мост был закрыт для движения автотранспорта и использовался как пешеходный. Было принято решение о перестройке моста. В 1980 году он был разобран.
В 1980—1981 годах по проекту инженера института «Ленгипроинжпроект» Б. Э. Дворкина, архитектора В. М. Иванова и инженера Ленмосттреста З. Г. Васильевой на месте старого моста был построен новый деревянный арочный мост. Впервые в Ленинграде была использована технология изготовления элементов моста из клееной древесины:58. Конструкции пролётного строения были изготовлены на заводе «Красный Октябрь» в Архангельске. Строительство осуществляло ремонтно-строительное управление «Ленмосттреста». Технический надзор вели ТО треста и ЛИСИ. Кирпичные устои старого моста были сохранены, их лишь укрепили железобетоном:7.
В 1992 году распоряжением мэра Санкт-Петербурга от 30.01.1992 № 108-р «О взятии под охрану недвижимых памятников градостроительства и архитектуры Санкт-Петербурга и пригородов» 2-й Лаврский мост был признан объектом культурного наследия регионального значения.
В 2020 году ООО «Восстановление» был разработан проект ремонта моста, предусматривающий ремонт пролётных строений, мостового полотна, опор, а также реставрационные мероприятия с сохранением габаритов и конструктивной схемы моста:14.

## Конструкция
Мост однопролётный деревянный арочный. По статической схеме — двухшарнирная арка. Пролётное строение состоит из шести арок, расположенных на расстоянии 1,17 м по осям. Арки изготовлены из сосновых досок, склеенных между собой синтетическим клеем на основе эпоксидной смолы. Сечение арки прямоугольное 700х220 мм. Арки между собой объединены поперечными деревянными схватками из бруса 20х20 см. Продольные и поперечные связи выполнены из досок 23х5 см. Монтажными соединениями являются металлические шпильки диаметром 16 мм. Надарочное строение состоит из продольных балок длиной 17,0 м, выполненных также из клееной древесины и деревянных стоек из бруса. Сечение продольных балок 330х220 мм, сечение бруса стоек 20х20 см. Деревоплита проезжей части собрана из антисептированных досок шириной 140—160 мм. Плита уложена на поперечины сечением 20х20 см, расположенные на расстоянии 70 см по осям. Береговые устои с фасадов моста выполнены из красного кирпича. Оформление устоев моста – ниши с полуциркульными перемычками. Опора со стороны Монастырского острова имеет по 1 нише с каждой стороны. Опора со стороны Безымянного острова – по 2 ниши. Цоколь опор облицован плитами путиловского известняка, выложенного ступенями относительно уровня земли. Мост косой в плане — угол составляет 15°. Полная длина моста составляет 35,8 м, ширина – 10,4 м:8—9.
Мост предназначен для движения автотранспорта и пешеходов. Проезжая часть моста включает в себя 2 полосы для движения автотранспорта. Покрытие проезжей части — асфальтобетонное по деревоплите, на тротуарах — дощатый настил. Ограждение проезжей части от тротуаров в зоне пролетного строения выполнено из трёх деревянных брусьев сечением 20х22 см, установленных один над другим и закрепленных болтами к поперечинам. Перильное ограждение моста состоит из металлических секций, включающих в себя вертикальные металлические стойки (сечения 20х20 мм), которые приварены к горизонтальным тягам (тетивам). На низовой стороне моста расположена 21 секция, на верховой стороне – 20 секций. Деление на секции осуществлено стальными стойками (столбиками прямоугольного сечения 105х125 мм). На низовой стороне моста – 20 стоек, на верховой – 19. По углам перильного ограждения расположено по одному фонарю (всего четыре). Они представляют собой шестигранные плафоны, с кованными декоративными элементами на крышке, установленные на металлических столбах:8—10. 

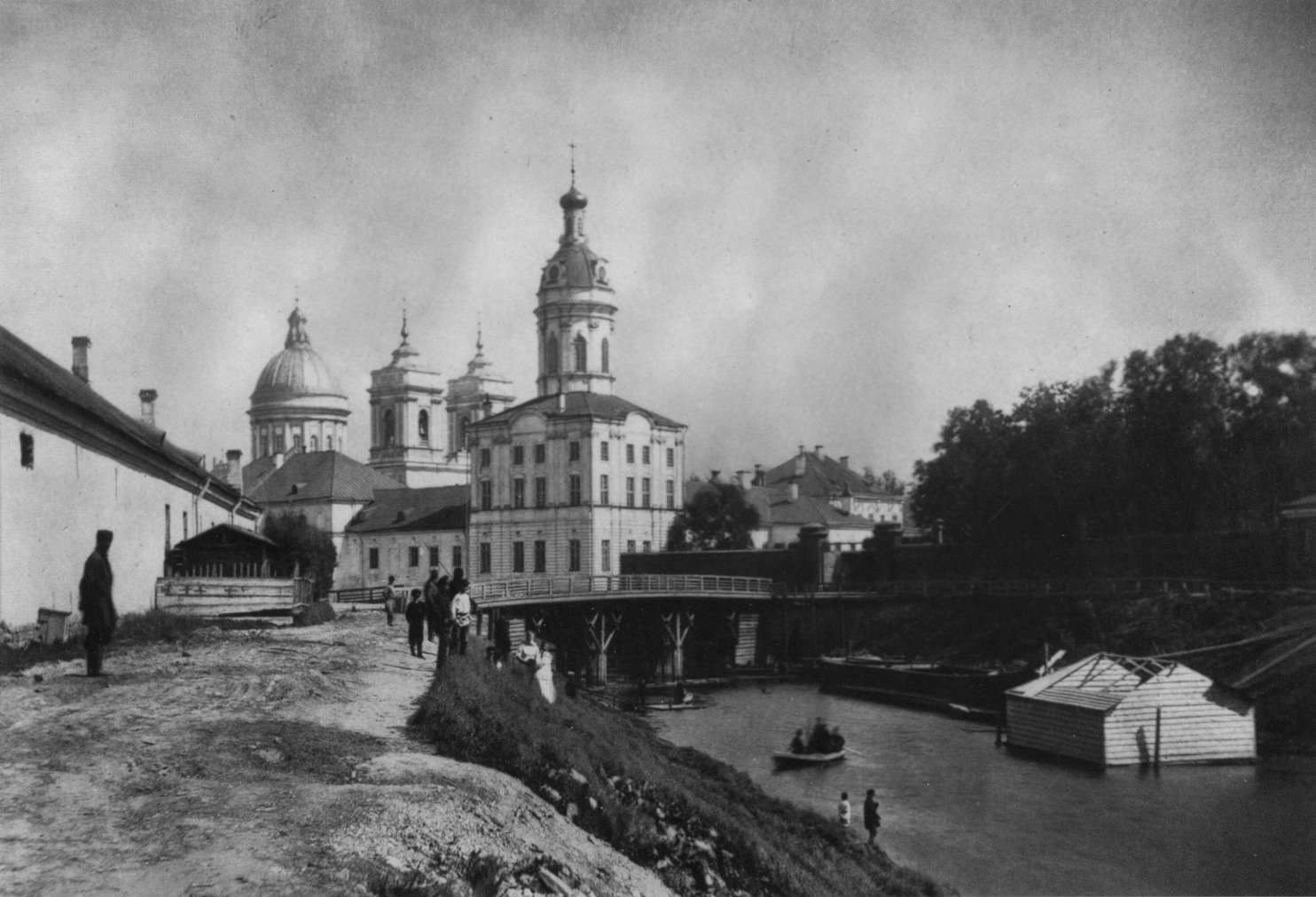
Вид моста в 1880-х годах
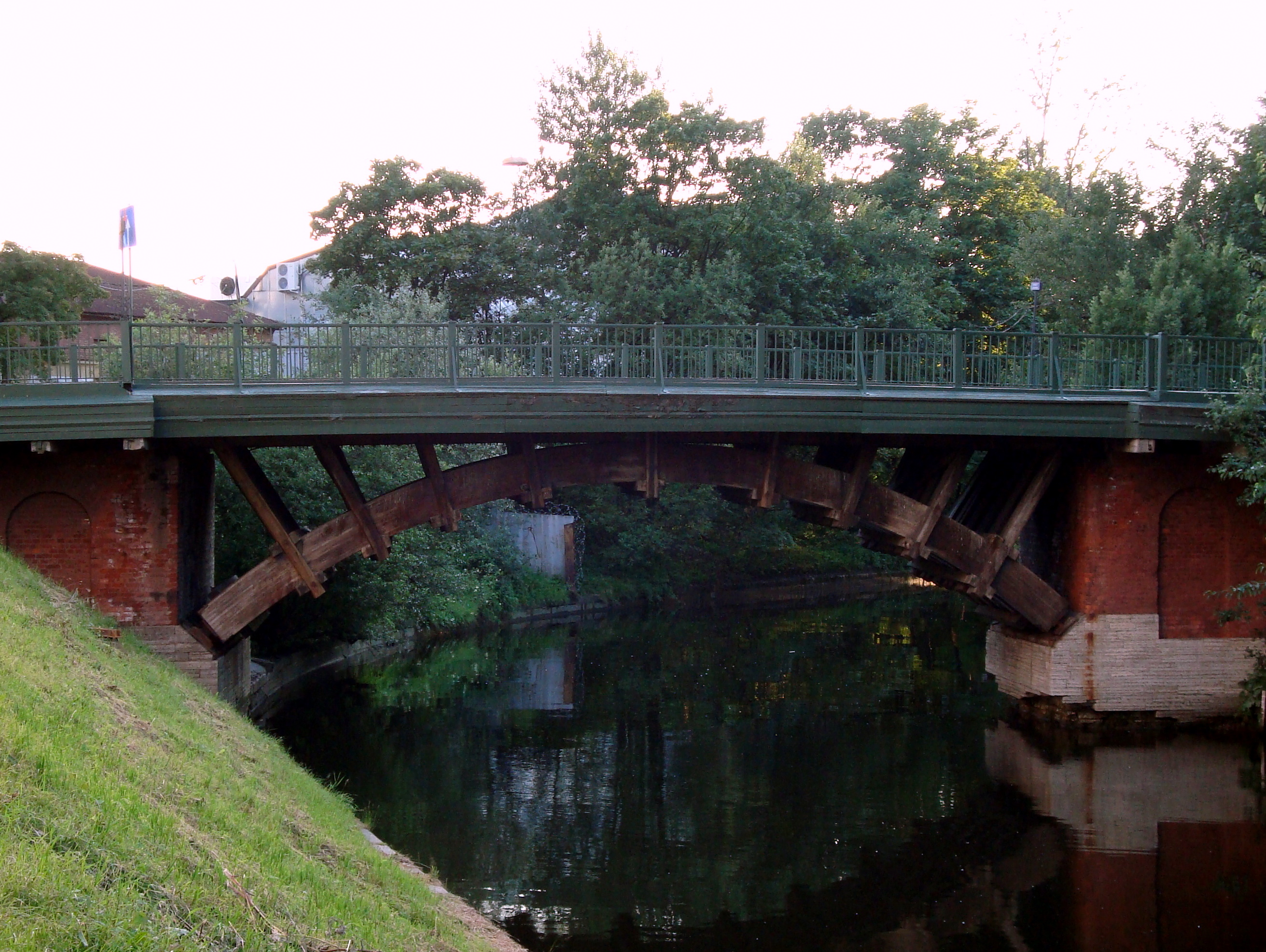
Фасад моста с верховой стороны
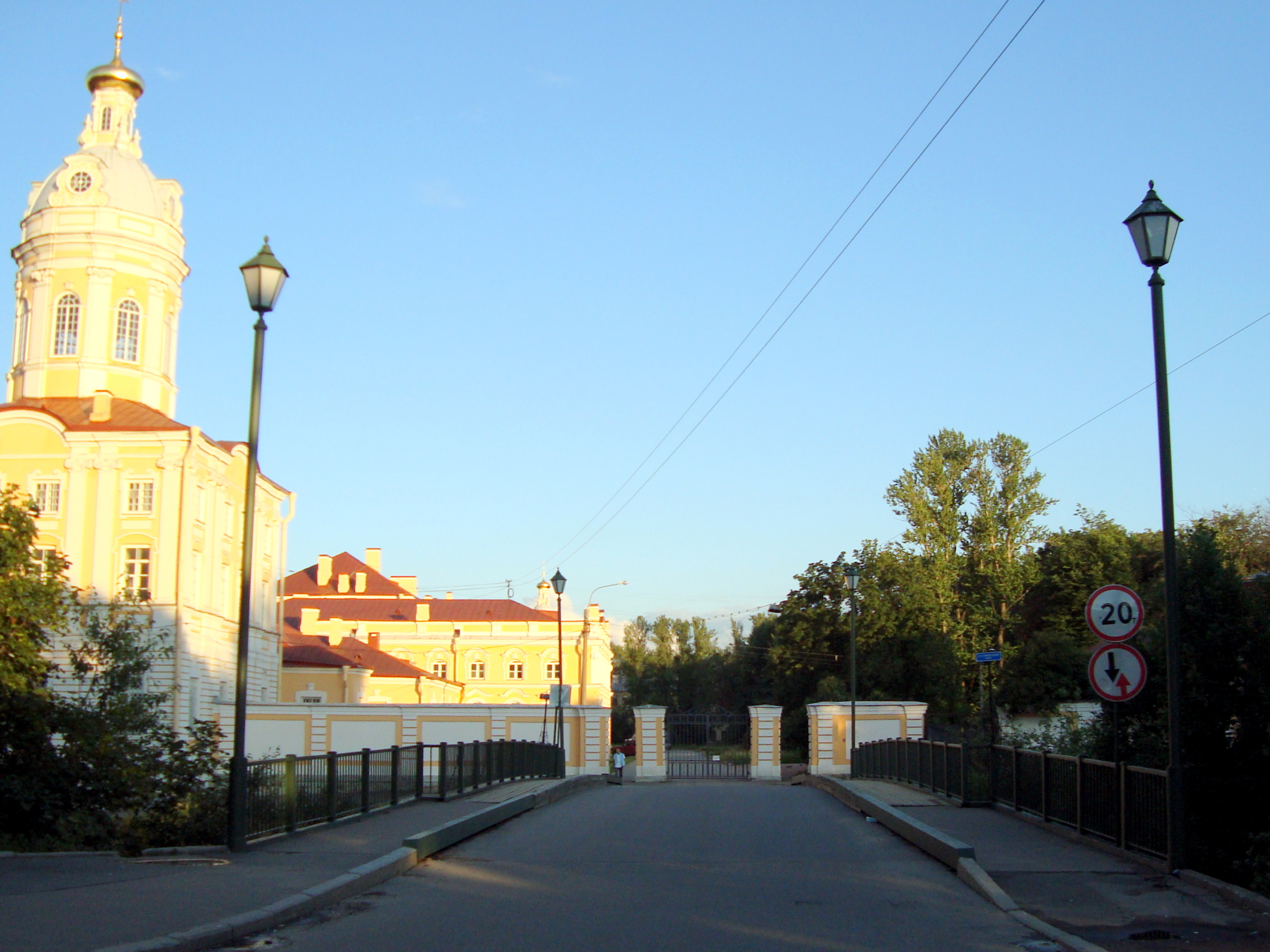
Проезжая часть моста и северо-западная башня Александро-Невской Лавры